# Quappi en rose
Quappi en rose est un tableau réalisé du peintre allemand Max Beckmann commencé en 1932 à Francfort-sur-le-Main et terminé en 1934 à Berlin. Cette huile sur toile est un portrait de la seconde épouse de l'artiste, Mathilde von Kaulbach, surnommée Quappi. Parée d'un chapeau et d'un haut de couleur rose, la jeune femme y figure assise dans un fauteuil bleu devant un fond saumon, fumant une cigarette. L'œuvre est conservée depuis 1969 au musée Thyssen-Bornemisza, à Madrid, en Espagne.